# Anja Čarman
Anja Čarman (ur. 22 marca 1985 w m. Škofja Loka) – słoweńska pływaczka, specjalizująca się głównie w stylu grzbietowym i dowolnym. 
Dwukrotna wicemistrzyni Europy z Madrytu (2004) na 200 m stylem grzbietowym i na 800 m stylem dowolnym. Pięciokrotna medalistka mistrzostw Europy na krótkim basenie. 
Uczestniczka igrzysk olimpijskich w Atenach (2004), Pekinie (2008) i w Londynie (2012).